# Agiranje
Agiranje (angleško acting-out) je izraz v klinični psihologiji, ki označuje nenadzorovane, impulzivne izbruhe občutkov in čustev, ki so bili pred tem zavrti. Pojavi se pri težavnih otrocih ali odraslih kot način spoprijemanja s stresom ali konfliktom. Pri zdravljenju je vloga agiranja nevtralna ali celo pozitivna, saj je takšno izražanje čustev domnevno konstruktivno in terapevtsko.